# Mary Dudley

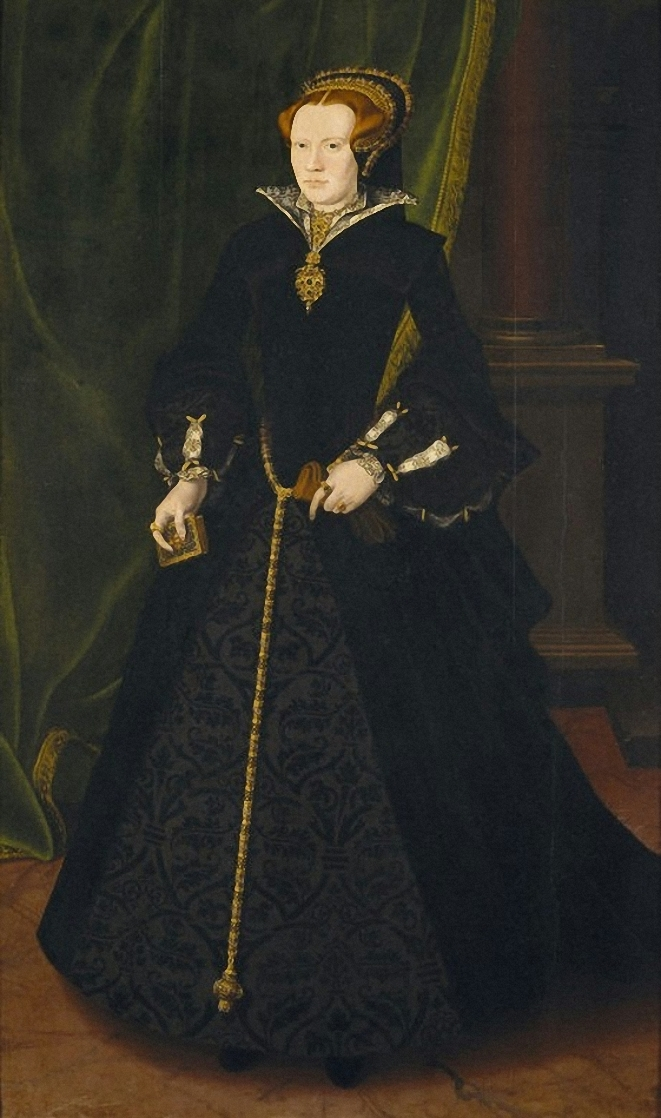
Ritratto di Lady Mary Dudley

Mary Dudley (1530/1535 – Londra, 9 agosto 1586) fu una nobile inglese, dama di compagnia presso la corte della regina Elisabetta I d'Inghilterra.

## Infanzia
Era la figlia maggiore di John Dudley, I duca di Northumberland e Jane Guildford.
Ricevette una solida educazione. Parlava fluentemente italiano, francese e latino, inoltre si interessò allo studio dell'alchimia, alla Letteratura cavalleresca e alla poesia.
La sua copia delle Chronicles di Edward Hall sono segnate da annotazioni in francese. Divenne inoltre amiche, corrispondente e frequente visitatrice dello scienziato John Dee.
Il 29 maggio 1551 sposò Henry Sidney a Esher, nel Surrey. Quattro mesi dopo suo marito divenne Capo Gentiluomo della Camera Privata di Edoardo VI d'Inghilterra, inoltre venne creato cavaliere dal re. John Dudley fu invece creato duca di Northumberland.
Dal matrimonio con Sidney nacquero sette figli:
- Sir Philip Sidney (30 novembre 1554 – 17 ottobre 1586);
- Mary Margaret Sidney (1556 - 1558), morta durante l'infanzia;
- Elizabeth Sidney (1560 - 1567), morta durante l'infanzia;
- Mary Sidney (27 ottobre 1561 – 25 settembre 1621), contessa di Pembroke;
- Robert Sidney, I conte di Leicester (19 novembre 1563 – 13 luglio 1626);
- Ambrosia Sidney (1564 - 1574?), morta durante l'infanzia;
- Sir Thomas Sidney.

Nel maggio 1553 Guildford Dudley, fratello di Mary, sposò la cugina favorita di Edoardo VI, Lady Jane Grey.
Secondo Lady Jane fu Mary che, il 9 luglio 1553, la chiamò per portarla a Syon House, il palazzo dove fu informata che era regina d'Inghilterra secondo le volontà testamentarie di Edoardo.
Dopo l'ascesa di Maria I d'Inghilterra e l'arresto e l'esecuzione di John, i Dudley versarono in precarie condizioni. Tre sorelle di Henry Sidney tuttavia divennero le favorite della regina e la loro influenza a corte salvò in qualche modo la sua carriera politica. Nel 1554 egli si recò in Spagna con un ambasciatore per chiedere al re consorte Filippo il perdono dei suoi cognati John, Ambrose, Robert e Henry.
John Dudley, il fratello maggiore, morì alcuni giorni dopo il suo rilascio nell'ottobre del 1554 presso Penshurst Place nel Kent, la dimora dei Sidney donata alla famiglia da Edoardo VI d'Inghilterra nel 1552.
Philip Sidney, il primo figlio di Mary, nacque lì nel novembre del 1554 e prese il nome del padrino, il re. Sua madrina, la vedova duchessa di Northumberland, morì nel gennaio del 1555 lasciando a sua figlia 200 marchi.
Nel 1556 Mary si recò con suo marito in Irlanda, risiedendo nel castello di Athlone. La loro prima figlia, Mary Margaret, nacque qualche tempo dopo il loro arrivo. La regina Maria le fece da madrina ma la piccola morì ad un anno di età.
Intanto, il piccolo Philip stette a Penshurst fino a quando sua madre tornò dall'Irlanda nel settembre 1558. Mary riacquistò i suoi diritti di sangue nell'anno in cui la perdita dei diritti civili dei Dudley venne tolta dall'ultimo parlamento di Maria I.

## Al servizio di Elisabetta I
Con l'ascesa al trono di Elisabetta I d'Inghilterra nel novembre del 1558, Mary divenne gentildonna della camera privata "senza salario", posizione non retribuita che la lasciò dipendente economicamente da suo marito. Come suo fratello Robert, favorito della regina, ella apparteneva alla compagnia più intima della sovrana.
Nel 1559, durante i negoziati con l'arciduca Carlo II d'Austria, candidato Asburgo alla mano della regina, Mary agì come intermediario della regina e suo fratello nei rapporti con l'ambasciatore spagnolo Álvarez de Quadra e l'ambasciatore imperiale Caspar von Brüner. Attraverso Lady Sidney, Elisabetta indicò con discrezione le sue serie intenzioni di sposare l'arciduca.
L'inviato di Filippo ricevette assicurazioni anche da Lord Robert e Sir Thomas Parry.
Ancora una volta però Elisabetta interruppe le trattative e diede a Mary ulteriori istruzioni per rapportarsi con gli spagnoli, fino a che ella disse direttamente a de Quadra "che qualcuno aveva parlato con lui con buone intenzioni ma senza alcuna autorizzazione reale". Arrabbiata con suo fratello e la regina, Lady Sidney si sentì tradita. L'ambasciatore spagnolo, a sua volta, era risentito che ella usava un interprete quando "noi potevamo capire ogni altra cosa in italiano senza di lui".
Nell'ottobre del 1562 Elisabetta si ammalò gravemente di vaiolo; Mary assistette la regina fino a quando contrasse anche lei la malattia, che secondo suo marito sfigurò gravemente la sua bellezza. Si trattò comunque di una leggenda il fatto che dopo esser guarita Mary prese ad indossare una maschera per nascondere le cicatrici sul suo viso. Dopo la malattia comunque Mary continuò a prestar servizio presso la corte, a parte quando accompagnò suo marito in Galles ed in Irlanda. Nel 1565 la coppia andò in viaggio in l'Irlanda dove Sir Henry occupò il posto di Lord Luogotenente. Durante la traversata una delle navi affondò con tutti i gioielli e gli abiti di Lady Sidney a bordo.
Nel 1567 Henry Sidney ritornò per poche settimane a corte. Sua moglie alloggiò a Drogheda, che fu attaccata dai ribelli.Lady Sidney risolutamente richiese al sindaco di Dublino di liberare il paese con l'esercito, cosa che egli fece. In quello stesso anno Sir Henry la fece tornare in Inghilterra a causa delle sue cattive condizioni di salute, apparentemente causate dalle critiche della regina nei confronti della gestione della luogotenenza.
I quattro fratelli Dudley che erano sopravvissuti durante il regno di Elisabetta, (Mary, Ambrose, Robert e Katherine) mantennero un forte legame tra loro, mentre Henry Sidney e Robert Dudley furono sempre amici da quando erano compagni di scuola con il piccolo Edoardo VI.
Il terzo figlio di Mary, Elizabeth, nacque a casa di suo fratello Robert a Kew nel 1560. Fino al 1569 Mary ebbe quattro bambini, tra cui la futura poetessa Mary, Herbert e Robert, che divenne il primo Sidney conte di Leicester. La morte di sua figlia Ambrosia, a nove anni, nel 1575 suscitò una lettera di condoglianze da parte della regina Elisabetta.
Essendo Henry Sidney ancora una volta in Irlanda, nel gennaio 1570 Robert Dudley ospitò il fratello e le sorelle Mary e Kate a Kenilworth. Lo stesso castello era la scenografia della grande festa del 1575, al quale l'intera famiglia Sidney fu invitata e Lady Sidney primeggiò nella caccia al cervo.
Nel 1577 Robert Dudley negoziò l'unione tra sua nipote quindicenne Mary e l'amico quarantenne Henry Herbert, II conte di Pembroke. Mary organizzò le festività nuziali a Wilton House.
Dal 1570 Sir Henry Sidney e sua moglie un po' disillusi e amareggiati riguardo allo stipendio promesso dalla regina per il loro servizio e mai pagato. Nel 1572 Lady Sidney dovette anche rifiutare il titolo di barone per suo marito in una lettera a William Cecil. Due anni dopo nel 1574, Mary litigò con il Lord Ciambellano (suo cognato) a causa della sua sistemazione presso la corte. Ella rifiutò di scambiare le sue abituali stanze con una camera fredda che era stata della sua servitù.
Elisabetta I era ancora attaccata alla sua vecchia amica quando Mary lasciò la corte a luglio del 1579 a causa delle sue precarie condizioni di salute. Ella si ricongiunse a suo marito a Ludlow nel 1582, dove egli stava prestando servizio come Presidente del Consiglio di Galles. L'anno dopo le condizioni di Mary si aggravarono. Morì tuttavia tre mesi dopo il marito il 9 agosto 1586.